# Elezioni parlamentari in Israele del 2021
Le Elezioni parlamentari in Israele del 2021 si sono tenute il 23 marzo per eleggere i 120 membri della Knesset.

## Contesto precedente
Si tratta della quarta tornata elettorale in meno di due anni: in seguito alla mancata approvazione della legge di bilancio nei termini di legge, il 23 dicembre 2020 la Knesset è stata sciolta e sono state indette nuove elezioni.

### Elezioni del 2020 e formazione del governo
Dalle elezioni del 2020, le terze in meno di un anno, risulta l'ennesima situazione di stallo, che si risolve quando i partiti Likud e Blu e Bianco raggiungono un accordo che prevede un governo di coalizione della durata di 36 mesi, con primo ministro a rotazione (Benjamin Netanyahu per i primi 18 mesi, Benny Gantz in seguito).
Il governo Netanyahu V è sostenuto dai partiti Likud, Blu e Bianco (solo le fazioni Resilienza per Israele e Derech Eretz), Shas, Ebraismo della Torah Unito, Partito Laburista Israeliano (due parlamentari su tre, Merav Michaeli si pone all'opposizione), Gesher e La Casa Ebraica.
Si pongono all'opposizione le fazioni di Blu e Bianco Yesh Atid e Telem, la Lista Comune, Israel Beitenu, Yamina e Meretz.

### Scioglimento della Knesset
Il 2 dicembre 2020 la Knesset approva, con 61 voti a favore e 54 contrari, la lettura preliminare di un disegno di legge per lo scioglimento del parlamento. Il 22 dicembre un voto per evitare lo scioglimento della Knesset viene bocciato con 49 contrari e 47 favorevoli.
A causa della mancata approvazione del bilancio entro il 23 dicembre 2020, la Knesset viene sciolta e vengono indette le nuove elezioni 90 giorni dopo, il 23 marzo 2021.

## Liste
- Il Likud, partito del primo ministro Benjamin Netanyahu, subisce la scissione di vari suoi membri, guidati da Gideon Sa'ar. Nella lista figurano la ministra e leader di Gesher Orly Levy in posizione 26[5], Ofir Sofer, membro del Partito Sionista Religioso, in posizione 28 e Nail Zoabi, primo candidato musulmano della storia del partito, in posizione 39.[6]
- L'ex ministro e parlamentare Gideon Sa'ar abbandona il Likud l'8 dicembre 2020[7] e fonda Nuova Speranza. Lo seguono vari membri del partito, tra cui la leader della fazione Kulanu Yifat Shasha-Biton (numero 2 della lista) e i componenti di Derech Eretz, ex fazione di Blu e Bianco, Yoaz Hendel e Zvi Hauser[8] (nelle posizioni 4 e 8 della lista).
- L'alleanza Blu e Bianco si sfalda nel marzo 2020, quando Benny Gantz decide di formare un governo con Netanyahu, mentre Yair Lapid, leader di Yesh Atid, e Moshe Ya'alon, leader di Telem, si pongono all'opposizione.[9]
Gantz mantiene il nome Blu e Bianco per la sua lista, mentre Lapid si presenta da solo come leader di Yesh Atid e Ya'alon decide di non presentare la lista di Telem alle nuove elezioni.[10]
- Il partito islamista Ra'am (Lista Araba Unita) abbandona la Lista Comune il 28 gennaio 2021[11], a causa di divisioni sui diritti LGBT[12] e sul progressivo avvicinamento di Mansour Abbas, leader di Ra'am, al primo ministro Netanyahu.[13] L'alleanza tra Hadash, Balad e Ta'al mantiene il nome di Lista Comune e Ayman Odeh ne rimane il leader.[14]
- La lista degli ebrei ultra-ortodossi aschenaziti Ebraismo della Torah Unito cambia leader: il primo posto in lista, occupato nei 18 anni precedenti da Yaakov Litzman (della fazione Agudat Yisrael), diventa di Moshe Gafni (di Degel HaTorah).[15]
- Il partito degli ebrei ultra-ortodossi sefarditi e mizrahì Shas mantiene come leader Aryeh Deri.[14]
- Il partito di destra secolare Israel Beitenu conferma come proprio leader Avigdor Lieberman.[14]
- Il Partito Laburista Israeliano affronta un periodo di crisi dopo che due dei suoi tre parlamentari entrano a far parte del governo nel 2020. Il partito ritorna tuttavia sopra la soglia di sbarramento nei sondaggi in seguito all'elezione di Merav Michaeli come leader il 24 gennaio 2021.[16]
- Il partito di sinistra Meretz torna a presentarsi da solo, con Nitzan Horowitz come leader[14], dopo l'esperienza negativa dell'alleanza elettorale con Partito Laburista e Gesher.
- Nell'area del centro-sinistra nascono due nuovi partiti: Gli Israeliani, fondato da Ron Huldai, sindaco laburista di Tel Aviv, e Tnufa, fondato da Ofer Shelah, ex parlamentare di Yesh Atid. Entrambi i partiti, tuttavia, rinunciano in seguito a partecipare alle elezioni.[17]
- L'alleanza di destra Yamina viene abbandonata dai partiti La Casa Ebraica e Tkuma. L'ex ministro Naftali Bennett ne mantiene il nome e ne rimane il leader.[14]
- Il partito di estrema destra Tkuma, guidato da Bezalel Smotrich, cambia nome in Partito Sionista Religioso e forma una lista insieme al partito kahanista Otzma Yehudit e al partito anti-LGBT Noam.[18]
- La Casa Ebraica, erede del Partito Nazionale Religioso, in seguito ad un mancato accordo per una lista comune con Tkuma decide di non partecipare alle elezioni per la prima volta dal 1948 e dà indicazione di voto per Yamina.[19]
- Il Nuovo Partito Economico, fondato da Yaron Zelekha, partecipa per la prima volta alle elezioni.[20]

## Sistema elettorale
I 120 membri della Knesset sono eletti con sistema proporzionale a collegio unico e listini bloccati, con soglia di sbarramento fissata al 3.25% dei voti validi.

### Accordi pre-elettorali
La legge elettorale israeliana consente a due partiti di accordarsi per sommare i propri voti in vista dell'assegnazione dei seggi supplementari previsti dalla variante Hagenbach-Bischoff del Metodo D'Hondt. Prima del voto si sono quindi stipulati i seguenti accordi:
- Yamina con Nuova Speranza[21]
- Yesh Atid con Israel Beitenu[21]
- Blu e Bianco con Nuovo Partito Economico[22]
- Likud con Partito Sionista Religioso[23]
- Partito Laburista con Meretz[24]
- Shas con Ebraismo della Torah Unito[25]

## Risultati
| Likud                                                       | 1 066 892 | 24,19 | 30  |  |  |  |
| Yesh Atid                                                   | 614 112   | 13,93 | 17  |  |  |  |
| Shas                                                        | 316 008   | 7,17  | 9   |  |  |  |
| Blu e Bianco                                                | 292 257   | 6,63  | 8   |  |  |  |
| Yamina                                                      | 273 836   | 6,21  | 7   |  |  |  |
| Partito Laburista Israeliano                                | 268 767   | 6,09  | 7   |  |  |  |
| Ebraismo della Torah Unito (Agudat Yisrael - Degel HaTorah) | 248 391   | 5,63  | 7   |  |  |  |
| Israel Beitenu                                              | 248 370   | 5,63  | 7   |  |  |  |
| Partito Sionista Religioso (con Otzma Yehudit - Noam)       | 225 641   | 5,12  | 6   |  |  |  |
| Lista Comune (Hadash - Balad - Ta'al)                       | 212 583   | 4,82  | 6   |  |  |  |
| Nuova Speranza (con Derech Eretz)                           | 209 161   | 4,74  | 6   |  |  |  |
| Meretz                                                      | 202 218   | 4,59  | 6   |  |  |  |
| Lista Araba Unita                                           | 167 064   | 3,79  | 4   |  |  |  |
| Nuovo Partito Economico                                     | 34 883    | 0,79  | –   |  |  |  |
| Rapeh solo Salute                                           | 17 346    | 0,39  | –   |  |  |  |
| Altri (<0,05%)                                              | 12 523    | 0,28  | –   |  |  |  |
| Totale                                                      | 4 410 052 | 100   | 120 |  |  |  |
|                                                             |           |       |     |  |  |  |
| Voti non validi                                             | 26 313    | 0,59  |     |  |  |  |
| Votanti                                                     | 4 436 365 | 67,44 |     |  |  |  |
| Elettori                                                    | 6 578 084 |       |     |  |  |  |

| Riepilogo dei seggi | Riepilogo dei seggi | Riepilogo dei seggi | Riepilogo dei seggi | Riepilogo dei seggi | Riepilogo dei seggi | Riepilogo dei seggi |
| ------------------- | ------------------- | ------------------- | ------------------- | ------------------- | ------------------- | ------------------- |
|                     |                     |                     |                     |                     |                     |                     |
| Hadash              | 3                   | ▼ 2                 |                     | Balad               | 1                   | ▼ 2                 |
| Ta'al               | 2                   | ▼ 1                 |                     | Lista Araba Unita   | 4                   | ━                   |
| Meretz              | 6                   | ▲ 3                 |                     | Laburisti           | 7                   | ▲ 4                 |
| Yesh Atid           | 17                  | ▲ 4                 |                     | Blu e Bianco        | 8                   | ▼ 7                 |
| Nuova Speranza      | 6                   | Nuovo               |                     | Israel Beitenu      | 7                   | ━                   |
| Yamina              | 7                   | ▲ 4                 |                     | Likud               | 30                  | ▼ 7                 |
| Tkuma               | 6                   | ▲ 4                 |                     | Shas                | 9                   | ━                   |
| Yahadut HaTora      | 7                   | ━                   |                     |                     |                     |                     |

1. ↑  Parte integrante della Lista Comune alle elezioni precedenti, concorre autonomamente in questa tornata

## Conseguenze
Il 5 aprile, nel primo giro di consultazioni presidenziali, non emerge nessuna maggioranza chiara. Benjamin Netanyahu riceve indicazioni dai partiti per un totale di 52 parlamentari (Likud, Shas, Ebraismo della Torah Unito e Partito Sionista Religioso), Yair Lapid ne ottiene 45 (Yesh Atid, Blu e Bianco, Partito Laburista, Israel Beitenu e Meretz), Naftali Bennett 7 (Yamina), mentre Nuova Speranza, la Lista Comune e la Lista Araba Unita si astengono dall'indicare un candidato Primo Ministro. Il presidente Reuven Rivlin affida a Netanyahu l'incarico di trovare una maggioranza di governo.
Dopo il fallimento del tentativo di Netanyahu, Yair Lapid riceve l'indicazione di 56 parlamentari (si sono aggiunti Nuova Speranza e le fazioni Hadash e Ta'al della Lista Comune) e viene incaricato dal Presidente Rivlin di formare un governo.
Il 2 giugno Yair Lapid comunica al presidente Rivlin di essere riuscito a formare una maggioranza di governo insieme a Naftali Bennett.
In base al loro accordo, Bennett avrebbe ricoperto il ruolo di Primo Ministro per due anni, per poi essere sostituito da Lapid.
Il 13 giugno il Governo Bennett-Lapid ottiene la fiducia della Knesset con 60 voti favorevoli e 59 contrari.